# Poeciloxestia coriacea
Poeciloxestia coriacea là một loài bọ cánh cứng trong họ Cerambycidae.